# Julian de Ajuriaguerra
Pour les articles homonymes, voir Ajuriaguerra.
Julian de Ajuriaguerra, né le 7 janvier 1911 à Bilbao (Espagne) et mort à Villefranque (Pyrénées-Atlantiques) le 23 mars 1993, est un neuropsychiatre et psychanalyste français d'origine espagnole.

## Biographie
Il fait ses études secondaires à Bilbao puis entreprend des études de médecine à Paris. Il est externe en psychiatrie à l'hôpital Sainte-Anne. Il suit notamment les séminaires de Gaëtan Gatian de Clérambault et de Pierre Janet et fréquente les surréalistes. Il soutient en 1937 sa thèse de médecine intitulée La Douleur dans les affections du système nerveux. Il est résistant pendant la Seconde Guerre mondiale.
Il rencontre le psychanalyste René Diatkine, avec qui il ouvre une consultation pour les troubles de la psychomotricité et du langage. Ensemble, ils créent la revue La Psychiatrie de l'enfant. Il fait une analyse avec Sacha Nacht et devient psychanalyste. En 1950, il obtient la nationalité française et peut exercer la médecine.
En 1959, il remplace le professeur Ferdinand Morel à l'hôpital de psychiatrie de Belle-Idée à Genève, qu'il dirige jusqu'en 1975. 
En 1976, il est nommé professeur au Collège de France. En 1986, une maladie le contraint à cesser ses activités.

## Activités scientifiques
Julian de Ajuriaguerra a contribué à l'émergence de la psychomotricité en France, avec la contribution de Giselle Soubiran. 
Il s'est également intéressé au développement de l'enfant, essentiellement sur les désordres psychomoteurs et les troubles de l'écriture, mais aussi à la dyslexie. L’échelle d'Ajuriaguerra reste encore aujourd'hui un outil de référence dans l'évaluation de la dysgraphie. Il contribue, en collaborant avec Giselle Soubiran qui est kinésithérapeute de formation, à l'institutionnalisation de la psychomotricité en France.
Il met aussi au point une technique de relaxation, qui est ensuite mise en œuvre sous le nom de « psychothérapie psychanalytique corporelle » à l’hôpital Sainte-Anne à Paris où il exerce alors.
Il développe également dans les années 1960, avec René Diatkine et Marianne Strauss, dans le service de la psychopathologie de l’enfant et de l’adolescent de l'hôpital Sainte-Anne, une consultation de « graphothérapie ».

## Citation
« Le rôle du psychiatre n'est pas de « psychiatriser » la vie, [...] la psychiatrie ne doit pas être un alibi pour l'absence de réponse sociale aux problèmes sociaux. »

## Ouvrages
- Manuel de psychiatrie de l'enfant, Masson, 1980,  (ISBN 2225396884)
- L'écriture de l'enfant, Delachaux & Niestle, 1989
  - L'évolution de l'écriture et ses difficultés, t. 1  (ISBN 2603006703)
  - La rééducation de l'écriture, t. 2  (ISBN 9782603007426)